# آناپا
شهر آناپا (به روسی: Анапа) در کشور روسیه و در کرای کراسنودار واقع شده‌است.